# 杨东升
杨东升（1960年4月—），男，广东湛江人，中国制片人、导演，现就职于中央广播电视总台文艺节目中心，以歌舞晚会见长，多次担纲国内外多个大型晚会的编导工作，是首个担任中央电视台春节联欢晚会、元宵晚会和六一晚会等三大综合性文艺晚会的总导演。

## 生平
杨东升老家在广东湛江吴川塘缀镇木头田村，自幼举家搬到湛江赤坎区居住，父亲退休前在雷师（现为岭南师范学院）附小任美术教师，母亲是一名医护人员，在学生时代已显示出文艺天赋。1978年，杨东升从湛江市第一中学毕业，进入中山大学哲学系学习，曾担任学校文工团的男高音，并参与1980年中山大学招生宣传主题歌录制。
1982年进入中央电视台工作，1986年独立制作第一部作品——以中山大学校园原创歌曲专辑为题材的专题片《期望》，之后多次担任国际国内重大节日庆典晚会总导演。1991年，首次参与中央电视台春节联欢晚会创作，后又在1998、2005、2006、2009年春节联欢晚会担任导播、歌舞导演、执行导演等工作，并首次在2017春节联欢晚会担任总导演，其后又担任2018春节联欢晚会、2020春节联欢晚会总导演。